# Цари Кушана
Цари Кушана — царские династии, правившие в древнем Кушане в нач. I веке — сер. III веке.

## Выправленный список кушанских царей по оценкам Л. А. Боровковой
1. Куджула Кадфиз (Кадфиз I) (20 — 80)
2. Вима Кадфиз (80 — 103) первый великий император Кушан
3. Канишка (103—125)
4. Васишка (125—131)
5. Хувишка (131 — 162)
6. Васудэва (166—200), последний Великий Император

## Альтернативные списки
- (1) Кадфис I 30 — 80
- (2) Кадфис II 80 — 103
- (3) Канишка I 103 — 126
- (4) Васишка 126—130
- (5) Хувишка I 130—143
- Канишка II 143 — ?
- Хувишка II ? — 166
- (6) Васудэва I 166—200
- Канишка III 200—222
- Васудева II 222—244

### Другой список основных кушанских царей
- Герей (1 год — 30), первый правитель, его период правления Кушанами под вопросом
- (1) Куджула Кадфис (Кадфис I) (30 — 80)
- Вима Такто, (80 — 105) Великий Спаситель (Сотер Мегас)
- (2) Вима Кадфис (105 — 127) первый великий император Кушан
- (3) Канишка I (127—147)
- (4) Васишка (151—155)
- (5) Хувишка (c. 155 — c. 187)
- (6) Васудэва I (191—225), последний Великий Император
- Канишка II (226—240)
- Васишка (240—250)
- Канишка III (255—275)
- Васудэва II (290—310)
- Чху (310? — 325?)
- Шака I (325—345)
- Кипунада (350—375)

### СогласноРоберту Брэси
- Санаб 30 до н. э.- 10
- (1) Куджала Кадфиз 10-60
- Вима Такто, (60 — 80)
- (2)Вима Кадфиз (80 — 115)
- (3)Канишка I 115 — 137
- (5) Хувишка (c. 137 — 155)
- (4) Васишка I (155—163)
- Канишка ІІ 163—180
- (6) Васишка ІІ (Васудэва) (180—233)
- Канишка ІІІ — 230—250 г.
- Васудэва ІІ и Васишка -250-260 г.
- Васудэва ІІ--260-300 г.
- Шака — 300—330 г.
- Гадахара — 320—350 г.
- Ксандеш — 335—336 г.
- Кипанада — 330—360 г.
- Кидара — 360—380 г.
- Яхудея — 3 в.,4в-? неизвестна датировка